# Svračkovo
Svračkovo (cyr. Сврачково) – wieś w Serbii, w okręgu zlatiborskim, w gminie Požega. W 2011 roku liczyła 156 mieszkańców.